# Galswin
 (avril 2016).
Si vous disposez d'ouvrages ou d'articles de référence ou si vous connaissez des sites web de qualité traitant du thème abordé ici, merci de compléter l'article en donnant les références utiles à sa vérifiabilité et en les liant à la section « Notes et références ».
Galswin est une série de jeux vidéo éducatifs sur CD-ROM, se déroulant au Moyen Âge, dont le protagoniste est un ours.

## Épreuves
Les épreuves principales consistent à résoudre des problèmes de mathématiques ainsi qu'à réussir des exercices de français.

## Versions
Le jeu s'est décliné en plusieurs versions :
- Galswin : Les Aventures extraordinaires : Français / Maths - Maternelle / CP
- Galswin : Les Aventures extraordinaires : Français / Maths - CE1 (décrit comme : "12 histoires illustrées ; activités d’éveil ; identification des couleurs ; jeux de mémoire ; Test de compréhension ; découverte des animaux du monde ; Initiation à l’ordinateur"[2])
- Galswin : Les Aventures extraordinaires : Français / Maths - CE2
- Galswin : Les Aventures extraordinaires : Français / Maths - CM1
- Galswin : Les Aventures extraordinaires : Français / Maths - CM2
- Galswin : Les Aventures extraordinaires : Français / Maths - Entrée en collège
- Galswin : Les Aventures extraordinaires : Français / Maths - 6ème
- Galswin Éveil : Le Petit Ourson Jamki
- Galswin Éveil : Blinky Bill et l'Aventure en ballon[2]
- Galswin Vacances : Du CP au CE1
- Galswin Vacances : Du CE1 au CE2
- Galswin Vacances : Du CE2 au CM1
- Galswin Vacances : Du CM1 au CM2
- Galswin Vacances : Du CM2 à la 6ème
- Galswin Vacances : De la 6ème à la 5ème
- Galswin Vacances : De la 5ème à la 4ème
- Galswin Vacances : De la 4ème à la 3ème

## Récompenses
Le jeu a été récompensé du Prix Möbius en 1997.

## Notice d'autorité
- BnF (données)